# Sèrra Sascorjada
La Sèrra Sascorjada és una serra situada al municipi de Vielha e Mijaran a la comarca de la Vall d'Aran, amb una elevació màxima de 2.446 metres.